# Parafia św. Jana Chrzciciela w Mińsku Mazowieckim

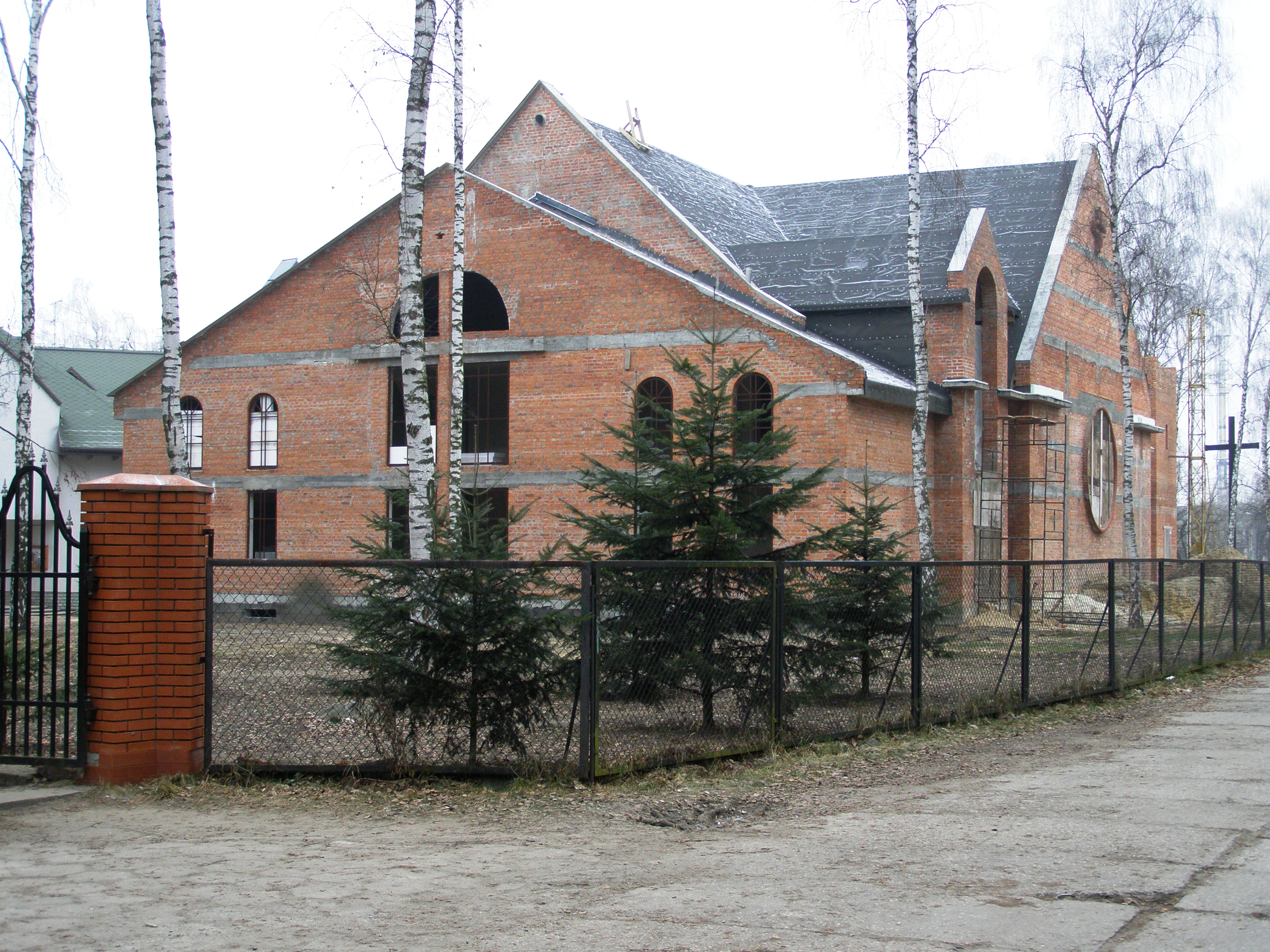
Kościół w Boże Narodzenie 2007 roku

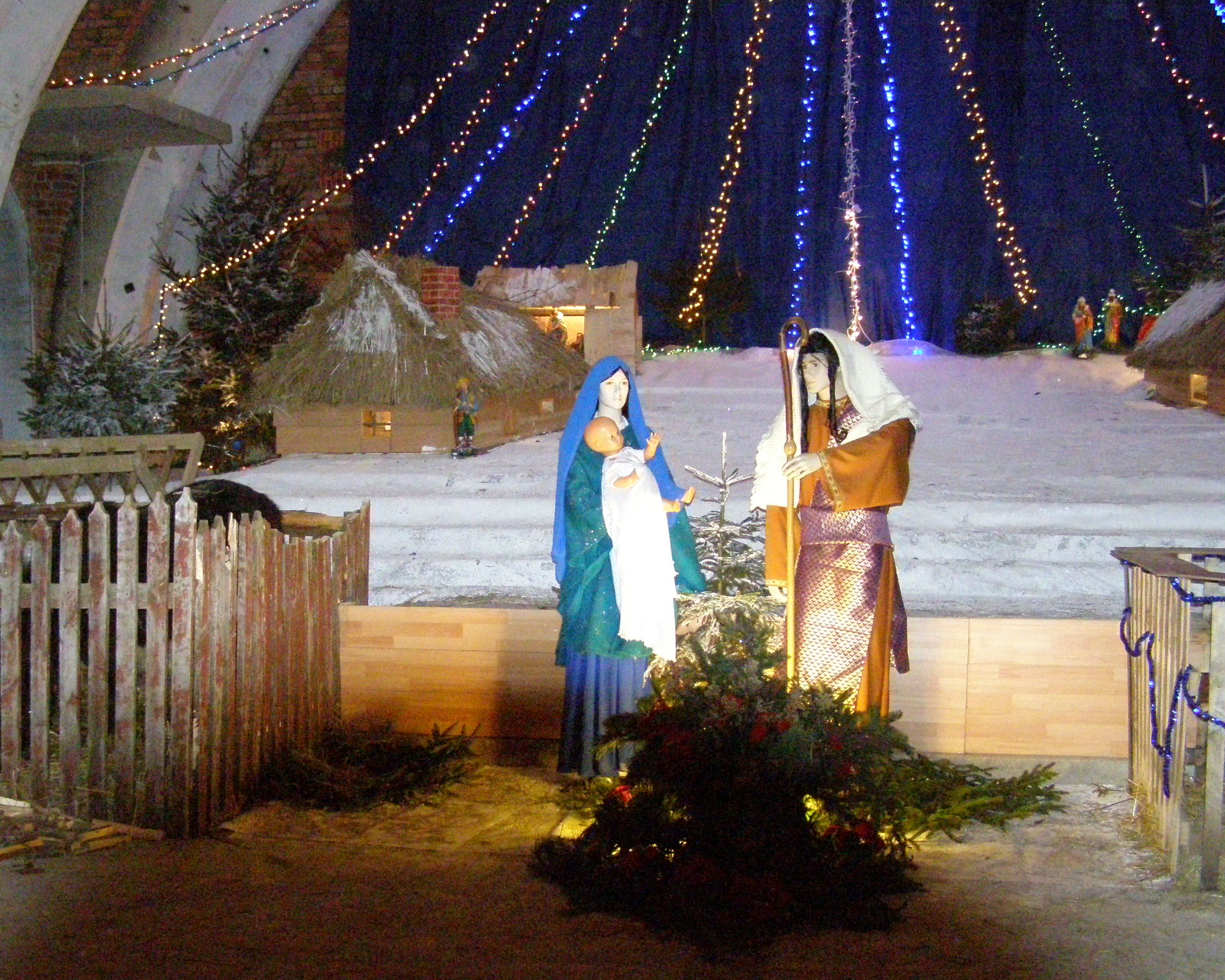
Szopka w murach kościoła w 2009

Parafia pw. św. Jana Chrzciciela w Mińsku Mazowieckim – parafia rzymskokatolicka należąca do dekanatu mińskiego – św. Antoniego z Padwy, diecezji warszawsko-praskiej, metropolii warszawskiej Kościoła katolickiego.  

## Obszar parafii
Południowo-zachodnia części miasta. Obejmuje (licząc od wschodu) Stankowiznę, okolice ul. Sosnkowskiego, Kędzierak i wieś Gamratka. 

## Historia
Parafia została erygowana w 1998 przez biskupa Kazimierza Romaniuka. Główną przyczyną jej powstania była duża odległość z Kędzieraku do jakichkolwiek świątyń.
Jest określana parafią patronacką miasta (św. Jan Chrzciciel jest jego patronem) oraz 7 Pułku Ułanów Lubelskich (którego muzeum znajduje się na terenie parafii).

## Kaplice i plebania
Pierwsza kaplica była drewniana. Szybko powstała murowana kaplica (dość duża jak na kaplicę) połączona z plebanią.
Kaplica św. Jana Chrzciciela wyposażona jest m.in. w obraz przedstawiający chrzest Jezusa, kopię obrazu Jezu ufam Tobie i inne obrazy oraz drogę krzyżową w postaci drewnianych płaskorzeźb. Tablicą przy wejściu upamiętniono Mińszczan zamordowanych przez NKWD.

## Kościół
W 2004 ruszyły prace przy budowie kościoła zaprojektowanego przez Małgorzatę Wagner i Jana Skopińskiego. Obecnie kościół jest już ukończony.

## Kapłani
Od początku istnienia parafii proboszczem jest ksiądz Marian Sobieszek. Wcześniej był wikarym w parafii św. Antoniego.
Parafia miała 7 wikariuszy. Byli to kolejno ks. Aleksander Juszczuk, ks. Zbigniew Szymański, ks. Norbert Ostanek, ks. Mariusz Przywoźny, ks. Piotr Milewski, ks. Paweł Stanisław Trzciński i ks. Jacek Skoczylas
Obecnie wikariuszem jest ks. Zbigniew Rajski

## Związki z innymi parafiami
Parafią macierzystą jest Parafia św. Antoniego w Mińsku Mazowieckim.
Silne są związki z parafią w Hucie Mińskiej. Parafianie św. Jana Chrzciciela wspomagali zbiórkami pieniędzy budowę kościoła w Hucie, pomoc ta jest odwzajemniana. Organizowane są także wspólne drogi krzyżowe (odległość między kościołami wynosi 4 km, transport przed i po drodze krzyżowej zapewniają wynajęte autobusy).